# Otto Hertling
Otto Theodor Carl Hertling (* 12. Mai 1878 in Hamburg; † 14. Februar 1947 ebenda) war ein deutscher Kaufmann und Abgeordneter der Hamburgischen Bürgerschaft.

## Leben
Hertling absolvierte eine Ausbildung im Bankhaus Conrad Hinrich Donner, bevor er Mitarbeiter in der Kaffeeimportfirma Paymann Ziegler, Hamburg wurde. Im März 1904
machte er sich mit der Firma Hertling & Co, die auch im Kaffeeimport tätig war, selbstständig. Von 1929 bis 1947 war Hertling Mitglied des Aufsichtsrats der Vereinsbank Hamburg.  
Hertling gehörte von 1927 bis 1931, sowie 1933 der Hamburgischen Bürgerschaft an, zuerst als Mitglied der Fraktion der Deutschen Demokratischen Partei, 1933 dann für die Deutsche Staatspartei.